# Meilà
Meilà (en hebreu: מסכת מעילה) (transliterat: Masechet Meilà ) és un tractat de l'ordre de Kodaixim de la Mixnà, la Tosefta i el Talmud. En la Mixnà, aquest tractat és el vuitè i conté sis capítols, que comprenen 38 paràgrafs en total. El tractat de Meilà tracta principalment sobre les disposicions exactes de la llei jueva, segons el llibre de Levític, capítols 15 i 16) relatives a l'ofrena per a la redempció de la culpa, i sobre la reparació cal fer per algú que ha fet servir i ha gaudit d'un article consagrat del Temple. El tractat talmúdic de Meilà té sis capítols, i tracta sobre les lleis relatives al tracte irrespectuós de la propietat que pertany al Temple de Jerusalem, i sobre l'ús dels objectes sagrats d'una manera prohibida, també tracta sobre la restitució dels articles malversats que pertanyen al Temple, tal com estableix el Llibre de Levític al capítol 5, als versicles 15 i 16.

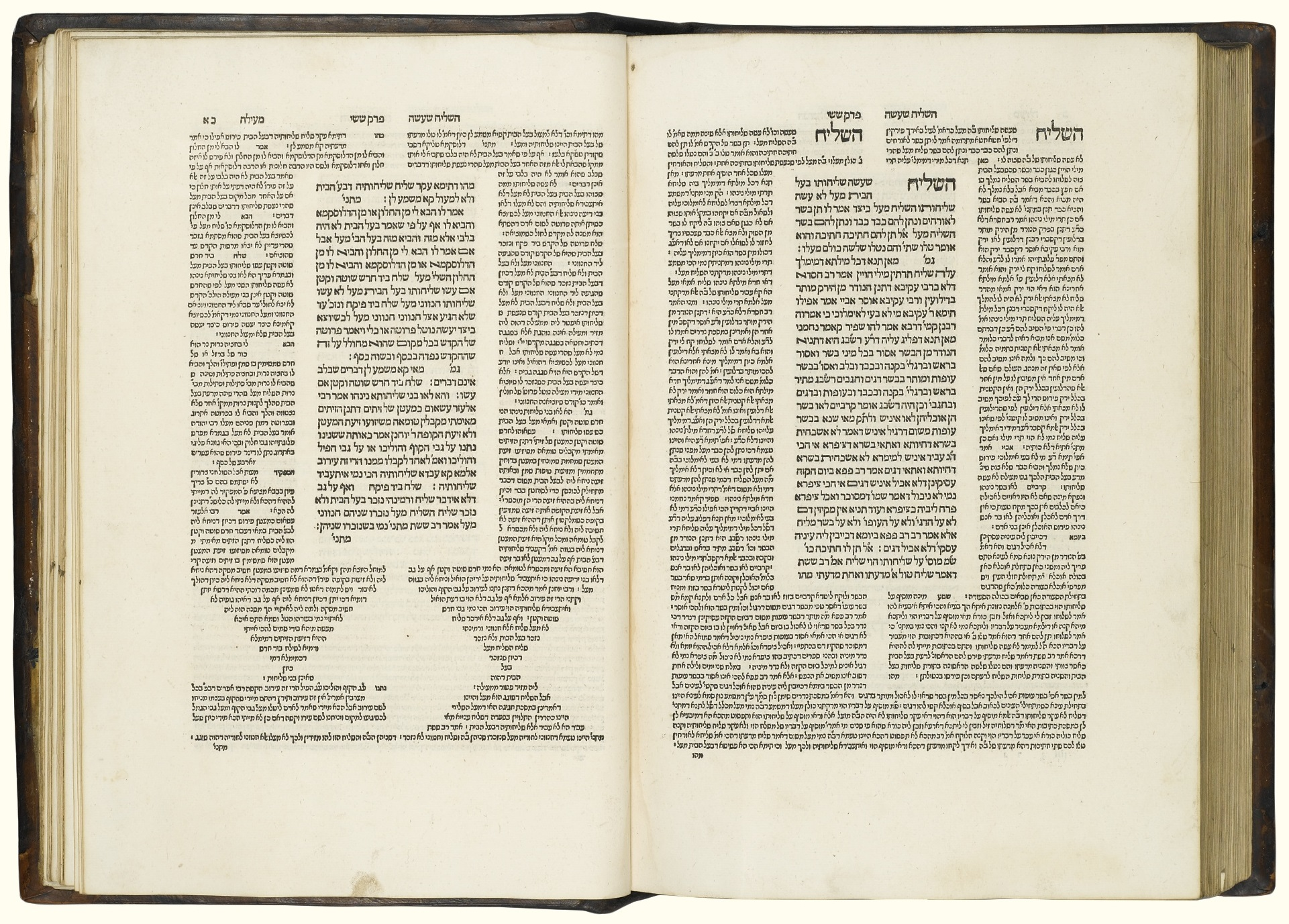